# Metrounfall von Baku
Bei dem Metrounfall von Baku geriet am 28. Oktober 1995 ein U-Bahn-Zug der Metro Baku, der U-Bahn der aserbaidschanischen Hauptstadt Baku, nach einem Kurzschluss in einem Tunnel in Brand. 303 Menschen starben.

## Ausgangslage
Die Züge werden über eine Stromschiene mit Energie versorgt. Der Tunnel zwischen den U-Bahnhöfen Ulduz und Nariman Narimanov war mit einer steuerbaren Lüftungsanlage ausgestattet, hatte aber ein relativ enges Tunnelprofil von 5,6 m Höhe und 5 m Breite.
Der betroffene Zug bestand aus fünf Wagen, die etwa 30 Jahre alt waren. Etwa 90 % des verbauten Materials sollen brennbar gewesen sein. Er verließ gegen 18 Uhr in der Hauptverkehrszeit mit vermutlich mehr als 1000 Fahrgästen den im Norden von Baku gelegenen U-Bahnhof Ulduz auf dem Weg zum nächsten, Nariman Narimanov.

## Unfallhergang
Unmittelbar nachdem der Zug den U-Bahnhof Ulduz verlassen hatte und in den Tunnel fuhr, entstand aufgrund eines technischen Defekts ein Kurzschluss in der elektrischen Anlage im hinteren Teil des vierten Wagens des Zuges. Der Vorsitzende der im Anschluss an die Katastrophe eingesetzten Untersuchungskommission, der stellvertretende Premierminister von Aserbaidschan Abbas Abbasov bezeichnete später eine veraltete technische Ausrüstung aus der Zeit der Sowjetunion als Ursache für die Katastrophe. Der bei dem Kurzschluss entstandene Lichtbogen wurde von den Fahrgästen als Blitz wahrgenommen und entzündete brennbare Teile des Fahrzeugs. Das Feuer griff schnell auch auf den fünften Wagen über.
Der Kurzschluss bewirkte weiter, dass der Zug, der etwa 200 Meter in den Tunnel hineingefahren war, dort zum Stehen kam. Das Feuer griff insbesondere auf Kunststoffteile in den Wagen über. Zunächst bemerkten die Fahrgäste sowohl im vierten wie im fünften Wagen Rauch, der sehr schnell den Tunnel füllte und tödliche Mengen von Kohlenstoffmonoxid freisetzte.
Weil im vierten Wagen die Türen klemmten, mussten die Fahrgäste diesen durch einen Übergang in den dritten Wagen verlassen. Panik brach aus.
Der Fahrer informierte über Funk die Zugleitstelle von dem Vorfall und bat, die Elektrizität im Tunnel auszuschalten. Das geschah aber nicht sofort, so dass eine Reihe von Menschen ums Leben kamen, weil sie mit der Stromschiene im Tunnel in Berührung gekommen waren.
Nach etwa 15 Minuten wurde die Lüftungsanlage auf „Entlüften“ umgeschaltet, was aber dazu führte, dass der Rauch durch den Teil des Tunnels geblasen wurde, durch den die Menschen zu fliehen versuchten.

## Folgen
303 Menschen starben, weitere 265 (nach einer anderen Quelle: 168) wurden darüber hinaus verletzt. Nach Angaben der Leichenhalle wurden dort 303 Tote eingeliefert, die unabhängige Nachrichtenagentur Turan berichtete von 337 Opfern. Ein späterer Bericht nennt abweichend 292 Todesopfer. 245 der Opfer – darunter 28 Kinder – wurden im Zug gefunden, wo sie, nachdem sie durch Einatmen des Kohlenmonoxids ohnmächtig wurden, in der Panik zerquetscht oder niedergetrampelt worden waren. 40 Leichen wurden im Tunnel geborgen.
Eine zweitägige Staatstrauer wurde ausgerufen. Es war der folgenreichste U-Bahn-Unfall weltweit. Zuvor war dies der U-Bahnunfall von Malbone Street 1918 in New York City mit 93 Toten gewesen. Der schwerwiegendste Tunnelbrand hatte 1903 die Metro Paris getroffen, als beim Metrounfall im Bahnhof Couronnes 84 Menschen starben.
Aufkommende Gerüchte, es habe sich um Sabotage oder einen Anschlag gehandelt, wurden staatlicherseits dementiert. Sprengstoffreste wurden nicht gefunden.
Der oberste Gerichtshof von Aserbaidschan verurteilte zwei Mitarbeiter der U-Bahn, darunter die Zugaufsicht der U-Bahn-Station Ulduz, wegen grober Fahrlässigkeit zu 15 und 10 Jahren Gefängnis.